# ولاية تخار

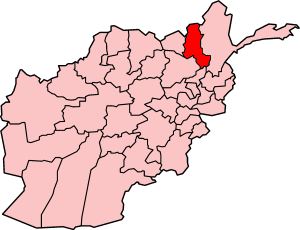
ولاية تخار

ولاية تخار (بالبشتو والفارسية: تخار) من إحدی الولايات الـ 34 بأفغانستان تقع شمال شرقي البلاد، تحدّها بدخشان شرقاً، کندز غرباً، بغلان وبنجشير جنوباً وطاجيکستان شمالاً.
استقلت تخار عن ولاية قطغن عام 1964 و تُعَد من إحدی الولايات الصغيرة، عاصمتها مدينة تالُقان ومعظم سکانها من الأوزبک والطاجيک بالإضافة إلی کثافة ضئيلة من البشتون.
فيها مناجم الفحم والأملاح وذات مناخ بارد جداً في الشتاء ومعتدل في الصيف.
قامت شرکة بناء هندية بتعبيد وتزفيت شارع تالقان إلی بلدة کِشم بولاية بدخشان بـطول 70 کيلو متر.

## الأحداث
لقي القائد الميداني الأفغاني الراحل أحمد شاه مسعود حتفه إثر تفجير انتحاري نفذّه صحفي أجنبي بـبلدة خواجة بهاء الدين شمال تخار فی 09 سبتمبر 2001 وفي 1998 تعرّضت بلدة رستاق الواقعة شمال تخار إلی زلزال مدمّر أودی بحياة نحو 4000 شخص و في 8 من أکتوبر 2010، لقي حاکم محافظة قندوز و 10 آخرين من المواطنين الأفغان و جرح 20 آخرين إثر لغم أرضي زُرِع في المسجد الجامع لمدينة طالقان أثناء إقامة صلاة الجمعة.

## المديريات
مدينة تالقان: هي عاصمة إقليم تخار والمديريات هي، کلفکان، شاه آب، نمك آب , فرخار، بنکي، إشکمش، شال، ورسج، ينکي قلعة، درقد، بهارک، دشت قلعة، رستاق، خواجة غار وخواجة بهاء الدين.

## أعلام
- أحمد شاه مسعود